# Dendrobium phalangillum
Dendrobium phalangillum är en orkidéart som beskrevs av Johannes Jacobus Smith. Dendrobium phalangillum ingår i släktet Dendrobium, och familjen orkidéer. Inga underarter finns listade i Catalogue of Life.